# San Antonio, Jala
San Antonio är en ort i Mexiko.   Den ligger i kommunen Jala och delstaten Nayarit, i den centrala delen av landet, 600 km väster om huvudstaden Mexico City. San Antonio ligger 1 101 meter över havet och antalet invånare är 119.
Terrängen runt San Antonio är bergig norrut, men söderut är den kuperad. Runt San Antonio är det glesbefolkat, med 15 invånare per kvadratkilometer. Närmaste större samhälle är Jala, 20,0 km sydväst om San Antonio. I omgivningarna runt San Antonio växer huvudsakligen savannskog.